# Moschea Sultan Mehmet Fatih
La moschea Sultan Mehmet Faith (in lingua albanese:  Xhamia e Sulltan Mehmet Fatihut) chiamata anche moschea Fatih (Xhamia e Fatihut) oppure chiesa-moschea di Scutari (Kisha-Xhami) è un edificio del XV secolo situato nel castello di Rozafa, vicino a Scutari, in Albania.

## Storia
Secondo studi archeologici condotti negli anni '80, l'edificio era una chiesa, costruita intorno all'anno 1300, e prende il nome da Santo Stefano. Gli studi basano l'anno di costruzione su tecniche costruttive tipiche dell'epoca. La trasformazione in moschea avvenne nel 1479 e l'oggetto fu ribattezzato Mehmed il Conquistatore, o Fatih Sultan Mehmet Faith.
Oggi in rovina, i resti di questa moschea si costituiscono di una dikka, cioè una tribuna da cui si recita il Corano, un miḥrāb, e ciò che rimane di un grande minareto. La moschea venne costruita su ciò che rimaneva della chiesa di Santo Stefano. Quest'ultima venne ricostruita dagli Ottomani a Scutari ed è oggi la cattedrale della città.
La moschea Sultan Mehmet Faith è l'ultimo edificio di età medievale presente a Scutari ed è anche l'unica moschea sopravvissuta nella città, dato che il dittatore comunista Enver Hoxha distrusse, nell'arco del suo regno, tutte le altre 36 moschee presenti. Un piano per convertire la moschea e trasformarla in una chiesa, elaborato con la partecipazione degli Stati Uniti d'America, non è piaciuto alla comunità musulmana di Scutari, e dunque l'ambasciatrice statunitense, Marcy Ries, ha ritirato l'appoggio al progetto.

## Galleria d'immagini

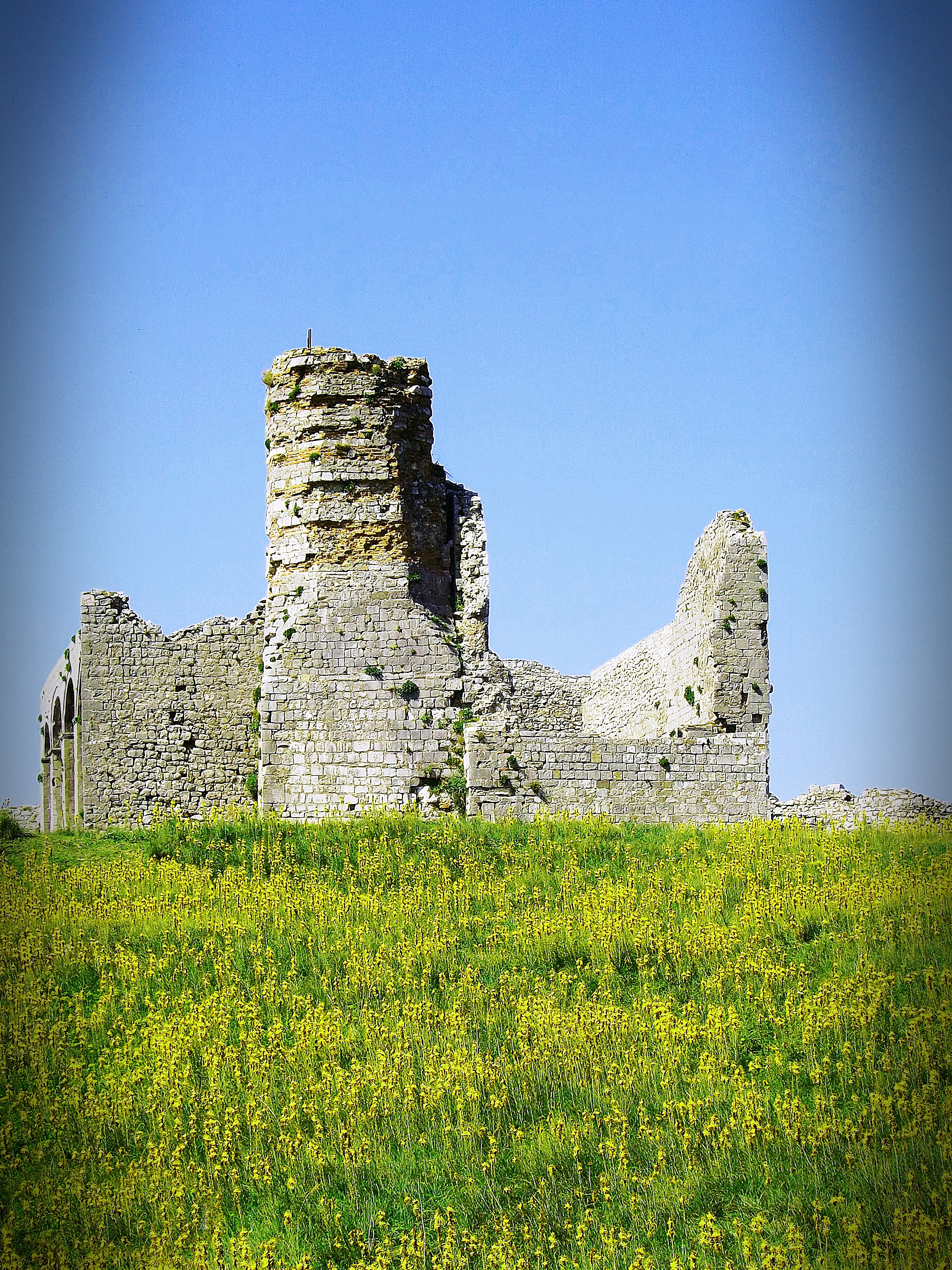
Il minareto della moschea
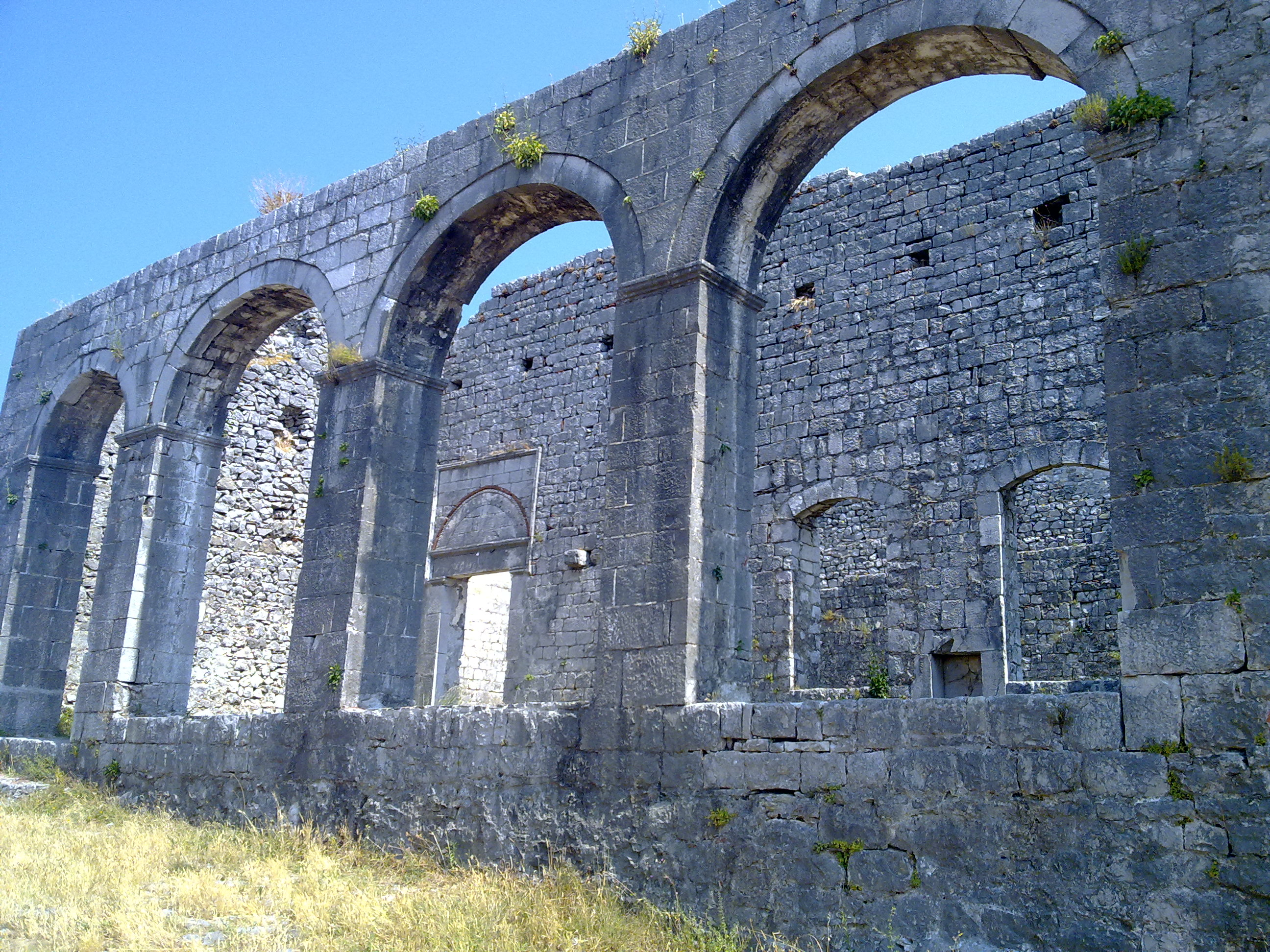
Gli archi della chiesa